# カノムピアックプーン
カノムピアックプーン（タイ語: ขนมเปียกปูน タイ語発音: [khànǒm piàk pūːn]  ;原義は「石灰水で湿らせた菓子」）とはタイ王国における菓子の一種である。外見は異なるものの，質感はカノムチャンに似ている。カノムチャンは層状に剥がれるものの、カノムピアックプーンは層状構造を取らず、全体が密で固い。

## 材料
米粉やパームシュガー、沈殿した石灰水（น้ำปูนใส; RTGS: nam pun sai ;タイ語発音: [náːm pūːn sǎj] ）を主たる材料とする。材料の混合物はしばしばアロールートまたはタピオカ澱粉を用いて増粘される。 着色料としては、外皮からの繊維たる焦がしたココナッツファイバーまたは砕いたパンダンの葉が加えられる。 その後混合物は真ちゅう製の鍋で加熱されたのちトレイに置かれる。すりおろしたココナッツは、必要に応じて振りかけられる。

## 宗教的意義
他のタイの菓子と同様、カノムピアックプーンは、喜捨や開家式、葬儀の際に食べられる。 